# 第118独立領土防衛旅団 (ウクライナ領土防衛隊)
オタマン・リュティ・リュテンコ名称第118独立領土防衛旅団（だい118どくりつりょうどぼうえいりょだん、ウクライナ語: 118 окрема бригада територіальної оборони імені отамана Лютого-Лютенка）は、ウクライナ領土防衛隊の旅団。北部作戦管区隷下。

## 概要

### ドンバス戦争
2018年6月30日、ドンバス戦争の影響に伴い、ウクライナ領土防衛隊の動員が開始され、チェルカースィ州で創設された。

### ロシアのウクライナ侵攻
2022年2月24日、ロシアのウクライナ侵攻で中部チェルカースィ州の主要都市に配備されたが、地理的理由により実戦機会はなかった。

#### 東部・セベロドネツク戦線
2022年4月、激戦地の東部ルハーンシク州セヴェロドネツィク地区に再配置され、友軍の救援でポパスナ方面を2週間防御した。

#### 東部・バフムート戦線

第118旅団旗

2022年7月、激戦地の東部ドネツィク州バフムート地区に再配置され、第128独立領土防衛旅団と共にバフムート北のシヴェルシク方面を防御した。

#### 東部・南ドネツク戦線
2023年1月、東部ドネツィク州ヴォルノヴァーハ地区に再配置され、ヴフレダール方面を防御した。

#### 東部・バフムート戦線
2023年12月、激戦地の東部ドネツィク州バフムート地区に再配置され、シヴェルシク東のリシチャンシク方面に展開した。

#### ロシア・クルスク戦線
2024年9月、第156独立領土防衛大隊がロシア・クルスク州に再配置され、友軍の救援でクルスク方面に展開した。
2024年12月5日、名誉称号「オタマン・リュティ・リュテンコ」を授与された。

## 編制
- 旅団司令部（チェルカースィ）
- 第156独立領土防衛大隊（チェルカースィ）
- 第157独立領土防衛大隊（ゾロトノシャ）
- 第158独立領土防衛大隊（スミラ）
- 第159独立領土防衛大隊（ズヴェニゴロツカ）
- 第160独立領土防衛大隊（ウーマニ）
- 第161独立領土防衛大隊（ザシキウ）
- 第254独立領土防衛大隊

- 火力支援中隊
- 迫撃砲中隊
- 対破壊工作中隊
- 戦闘・後方支援隊
- 衛生隊